# Otto Besse
Otto Hermann Besse (* 23. Februar 1881 in Barmen; † 3. Oktober 1965 in Berlin) war ein deutscher Architekt.

## Leben
Besse studierte in seiner Heimatstadt an einer Kunstgewerbeschule oder Baugewerkschule. Später arbeitete er in Berlin und schuf Pläne für Wohn- und Geschäftshäuser, Kirchen und Industrieanlagen.

## Bauten und Entwürfe
- veröffentlicht 1902: Wettbewerbsentwurf für eine Kirche in Hannover (gemeinsam mit Theodor Schreiner; nicht ausgeführt)[4]
- 1902: Wettbewerbsentwurf für ein Gymnasium in (Berlin-)Zehlendorf, Burggrafenstraße (heute Beuckestraße) (gemeinsam mit Theodor Schreiner; nicht prämiert, nicht ausgeführt)[3]
- 1913: Mehrfamilienwohnhaus in (Berlin-)Tempelhof, Hohenzollernkorso[3]
- 1913: Mehrfamilienwohnhaus in Berlin-Wedding, Badstraße 30 (unter Denkmalschutz)[5]
- 1913: Umbau und Erweiterung der Fabrikgebäude der Deutsch-Amerikanischen Zuckerwarenfabrik Georg Lembke GmbH in (Berlin-)Hohenschönhausen (unter Denkmalschutz)[6]
- 1913–1914: Gemeindehaus der evangelischen Kirchengemeinde (Berlin-)Hohenschönhausen (Fachwerkhaus)
- 1913–1914: Restaurant zum Lindengarten in (Berlin-)Hohenschönhausen, Malchower Weg 2 (unter Denkmalschutz)[7]